# Młody Robin Hood
Młody Robin Hood (ang. Young Robin Hood) – amerykański serial animowany z 1991 roku. Zawiera 26 odcinków podzielonych na 2 sezony.

## Fabuła
Dziarscy i prawi banici jako młodzież, która przechytrza Szeryfa Nottingham i jego serdecznych przyjaciół. Jako banici młody Robin Hood oraz Marian, Zakonnik Tuck, Mały John i Alan-a-Dale.

## Obsada
- Thor Bishopric jako Robin Hood
- Sonja Ball jako  Will Scarlet
- Anik Matern jako lady Marion (1 głos)
- Liz MacRae jako lady Marion (2 głos)
- Michael O’Reilly jako Alan-A-Dale
- Jessalyn Gilsig jako Gertruda z Griswald
- Michael Rudder jako książę John
- Mark Hellman jako Gilbert z Gisbourn
- Terrence Scammell jako Mały John
- A.J. Henderson jako szeryf z Nottingham
- Harry Standjofski jako brat Tuck
- Kathleen Fee jako Mathilda

## Spis odcinków
| N/o            | Polski tytuł (lektor VHS)          | Polski tytuł (dubbing TVN)           | Angielski tytuł                    |
| -------------- | ---------------------------------- | ------------------------------------ | ---------------------------------- |
|                |                                    |                                      |                                    |
| SERIA PIERWSZA |                                    |                                      |                                    |
|                |                                    |                                      |                                    |
| 01             | Dzik z Sherwood                    |                                      | Wild Boar of Sherwood              |
|                |                                    |                                      |                                    |
| 02             |                                    |                                      | The Viking Treasure                |
|                |                                    |                                      |                                    |
| 03             | Pojedynek złodziei                 |                                      | Duel of Thieves                    |
|                |                                    |                                      |                                    |
| 04             | Hagalah na królewskim dworze       |                                      | Hagalah's Day in Court             |
|                |                                    |                                      |                                    |
| 05             |                                    |                                      | The Black Bog of Sherwood          |
|                |                                    |                                      |                                    |
| 06             | Król banitów                       |                                      | The King of the Outlaws            |
|                |                                    |                                      |                                    |
| 07             | Książę, który spóźnił się na obiad | Książę, który spóźnił się na kolację | The Prince Who Was Late for Dinner |
|                |                                    |                                      |                                    |
| 08             | Zatoka przemytników                |                                      | Smuggler's Cove                    |
|                |                                    |                                      |                                    |
| 09             |                                    |                                      | The Band Takes The Cake            |
|                |                                    |                                      |                                    |
| 10             |                                    |                                      | Good News, Bad News                |
|                |                                    |                                      |                                    |
| 11             |                                    |                                      | Fowl Play                          |
|                |                                    |                                      |                                    |
| 12             |                                    |                                      | The Return of Jesse Strongbow      |
|                |                                    |                                      |                                    |
| 13             |                                    |                                      | The Knights Armor                  |
|                |                                    |                                      |                                    |
| SERIA DRUGA    |                                    |                                      |                                    |
|                |                                    |                                      |                                    |
| 14             |                                    |                                      | Sherwood Stakes                    |
|                |                                    |                                      |                                    |
| 15             |                                    |                                      | You’re Gonna Be a Star             |
|                |                                    |                                      |                                    |
| 16             | Czarna Żmija                       |                                      | The Black Viper                    |
|                |                                    |                                      |                                    |
| 17             |                                    |                                      | The Magic Carpet                   |
|                |                                    |                                      |                                    |
| 18             |                                    |                                      | Just in Time                       |
|                |                                    |                                      |                                    |
| 19             |                                    |                                      | Message from a Distant Land        |
|                |                                    |                                      |                                    |
| 20             |                                    |                                      | The Spanish Prince                 |
|                |                                    |                                      |                                    |
| 21             |                                    |                                      | The Babe In The Woods              |
|                |                                    |                                      |                                    |
| 22             | Podziemki                          | Podziemcy                            | The Underhills                     |
|                |                                    |                                      |                                    |
| 23             |                                    |                                      | The Shrouded Man                   |
|                |                                    |                                      |                                    |
| 24             | Tajemniczy Rumak                   |                                      | The Phantom Horse                  |
|                |                                    |                                      |                                    |
| 25             | Miłe złego początki                |                                      | Merry No More                      |
|                |                                    |                                      |                                    |
| 26             |                                    | Miłość czy pieniądze?                | For Love or Money                  |
|                |                                    |                                      |                                    |